# Голунов Іван Валентинович
Іван Валентинович Голунов (нар. 19 січня 1983, Москва) — російський журналіст, кореспондент "Медузи".

## Біографія
Іван Голунов народився 19 січня 1983 року в Москві.
Працював у виданнях «Відомості», Forbes, РБК, «Слон» та на телеканалі «Дождь». Станом на 2019 рік спеціальний кореспондент інтернет-видання Meduza.
Автор ряду резонансних розслідувань про корупцію у вищих ешелонах влади Росії. Спеціалізується на розслідуваннях про роботу московської мерії і ринків Москви, готував матеріал про ринок ритуальних послуг у Москві.

### «Справа Голунова»
Іван Голунов був затриманий 6 червня 2019 р. неподалік від метро «Цвітний бульвар» у Москві. ГУВС Москви повідомило, що у затриманого було виявлено при особистому огляді 5 пакунків з порошком. За даними експертизи, це був наркотик мефедрон загальною масою близько 4 грамів. Провівши обшук вдома у затриманого, поліцейські знайшли ще три пакети і згорток з порошком, а також ваги для його розфасовки. Поліцейські заявили, що серед вилученого є кокаїн загальною масою понад 5 грамів. Щодо Голунова порушено кримінальну справу за ст. 30 і 228.1 КК РФ (незаконні виробництво, збут або пересилання наркотичних засобів). Затриманий своєї провини не визнає.
У відділку поліції Голунов відчув себе погано, однак слідчий відмовився пустити до нього бригаду швидкої допомоги. Коли медикам все ж вдалося оглянути журналіста, вони повідомили про підозру на перелом ребер та струс головного мозку.
Лікарі наполягали, що Голунову необхідно у лікарню, проте начальник слідчої частини УВС по Західному округу Євген Машин відмовив у госпіталізації. Пізніше Іван Голунов все-таки був госпіталізований, після чого його відвезли з лікарні в суд. 8 червня Голунов рішенням суду був відпралений під домашній арешт на два місяці. У день затримання Голунов встиг передати чернетку нового розслідування колегам з «Медузи».

## Реакція
Його колеги пов'язують затримання з професійною діяльністю журналіста. Редакція «Медузи» упевнена в невинності Голунова і вважає, що Голунова переслідують за його журналістську діяльність. "Ми знаємо, що в останні місяці Вані надходили погрози; знаємо, у зв'язку з яким текстом; здогадуємося, від кого. „Медуза“ буде вивчати кожну дію слідчих у справі Голунова. Ми з'ясуємо, з чиєї волі переслідують Ваню — і зробимо цю інформацію публічною. Ми будемо захищати свого журналіста всіма доступними способами». На думку правозахисників, журналістської спільноти та багатьох громадських діячів, процедура затримання і подальші оперативні дії щодо Голунова були проведені з грубими порушеннями законодавства, а сама «справа Голунова» — повністю сфабрикована, з метою перешкодити подальшій професійній діяльності журналіста.
Затримання Івана Голунова викликало негативну реакцію у російському суспільстві. Всю ніч з середини п'ятниці 7 червня 2019 року до ранку суботи 8 червня в центрі Москви біля будівлі ГУВС Москви (Петрівка, 38) тривали одиночні пікети на підтримку журналіста Івана Голунова. У протесті взяли участь сотні москвичів. Учасники акції продовжують стояти з плакатами на захист журналіста до теперішнього часу. На захист Голунова виступили Юрій Шевчук, Леонід Парфьонов, Володимир Познер і багато інших відомих людей